# Lucas Belvaux
Lucas Belvaux ( Namur, Bélgica, 14 de noviembre de 1961) es un actor y realizador belga.

## Filmografía como actor
- 1981: Allons z'enfants de Yves Boisset.
- 1985: Poulet au vinaigre de Claude Chabrol.
- 1991: Madame Bovary de Claude Chabrol.

## Filmografía como realizador
- 2016: Chez Nous
- 2014: La Fin de la nuit (TV)
- 2013: Pas son genre
- 2012: 38 témoins
- 2009: Rapt
- 2007: Les Prédateurs
- 2006: La Raison du Plus Faible
- 2004: Nature contre nature
- 2001: Après la vie
- 2001: Cavale
- 2001: Un Couple épatant
- 2000: Mère de toxico
- 1991: Parfois trop d'amour
- 1996: Pour rire

## Ligas externas
Lucas Belvaux en Internet Movie Database (en inglés).
- Datos: Q1873071
- Multimedia: Lucas Belvaux / Q1873071